# Unione Sportiva Arezzo 1963-1964
Questa pagina raccoglie le informazioni riguardanti l'Unione Sportiva Arezzo nelle competizioni ufficiali della stagione 1963-1964.

## Rosa
| N. |                   | Ruolo | Calciatore         |
| -- | ----------------- | ----- | ------------------ |
|    | Italia (bandiera) | A     | Umberto Angeli     |
|    | Italia (bandiera) | D     | Maurizio Arnetoli  |
|    | Italia (bandiera) | D     | Walter Beretta     |
|    | Italia (bandiera) | C     | Giorgio Bissoli    |
|    | Italia (bandiera) | C     | Fabio Bonini       |
|    | Italia (bandiera) | C     | Roberto Chesini    |
|    | Italia (bandiera) |       | Eugenio Fantini    |
|    | Italia (bandiera) | A     | Silvano Flaborea   |
|    | Italia (bandiera) | D     | Uriano Fontana     |
|    | Italia (bandiera) | A     | Pier Luigi Gabetto |

| N. |                   | Ruolo | Calciatore         |
| -- | ----------------- | ----- | ------------------ |
|    | Italia (bandiera) | A     | Primo Luigi Galasi |
|    | Italia (bandiera) | C     | Dario Kelemenic    |
|    | Italia (bandiera) | C     | Romano Magherini   |
|    | Italia (bandiera) | C     | Dante Maiani       |
|    | Italia (bandiera) | A     | Innocente Meroi    |
|    | Italia (bandiera) | C     | Luciano Pacco      |
|    | Italia (bandiera) | C     | Raoul Tassinari    |
|    | Italia (bandiera) | D     | Alberto Tellini    |
|    | Italia (bandiera) |       | Testi              |
|    | Italia (bandiera) | C     | Mario Vignoli      |